# آسیاب زیریسک
بقایای آسیاب زیریسک مربوط به سده‌های متاخر دوران‌های تاریخی پس از اسلام است و در شهرستان دالاهو، بخش مرکزی، دهستان بیونیج، ۹۰۰ متری جنوب روستای قورچی باشی واقع شده و این اثر در تاریخ ۲۶ اسفند ۱۳۸۶ با شمارهٔ ثبت ۲۱۷۷۶ به‌عنوان یکی از آثار ملی ایران به ثبت رسیده است.